# الحمرية (الشارقة)
الحمرية منطقة تتبع إمارة الشارقة وتقع بين إمارتي عجمان وأم القيوين بدولة الإمارات العربية المتحدة على ساحل الخليج العربي، وبها مجلس بلدي  وتعتبر من أهم الموانئ في إمارة الشارقة، وبها منطقة حرة تحتوي على عدد كبير من المصانع. يسكن الحمرية قبيلة آل بو شامس .

## مؤسسات ومباني الحمرية
- نادي الحمرية الثقافي الرياضي
- حديقة الحمرية
- بلدية الحمرية
- مركز شرطة الحمرية
- مدرسة الحمرية للبنين
- مدرسة القلعة للبنات
- هيئة كهرباء ومياه الشارقة (فرع الحمرية)
- نادي فتيات الحمرية ومركز الطفل
- بريد الإمارات (فرع الحمرية)
- ميناء الحمرية
- مركز الحمرية الصحي

## لمحة تاريخية
ورد في كتاب (إمارة الشارقة) لمؤلفه محمد بهجت المؤلف في الستينات:
"تقع الحمرية على ساحل البحر بين إمارتي عجمان وأم القيوين وتبعد عن الشارقة بحوالي (25) كيلومترا . يدير شؤونها أحد شيوخها . و يؤدي جزية سنوية إلى حاكم الشارقة . يجري الآن التنقيب عن البترول في أراضيها وقد حفرت أول بئر في غرب المدينة . و تفيد الدلائل على وجود النفط فيها . و مدينة الحمرية هي عبارة عن قرية معظم دورها معمولة من سعف النخيل وقليل منها مبني بالحجارة والطين . و قصر الشيخ يقع في مدخل القرية وهو عبارة على قلعة مبنية بالحجر تحيط بها مزاغل وأبراج للدفاع عنها . فالقرية قاحلة جرداء مستقرة على رابية رملية توحي إلى النفس الألم والكآبة . تقيم دولة الكويت مدرسة نموذجية في جنوب المدينة مبنية من الاسمنت المسلح.
يشتغل معظم سكان المدينة بصيد الأسماك والعمل في البحر ويعاني سكانها الفقر والبؤس و المياه العذبة فيها شحيحة جدا.
لقد شجع ظهور النفط شيخ الحمرية على أن يطالب السلطات البريطانية بفك ارتباطه بحاكم الشارقة ولم يظفر طلبه بالاستجابة."